# Wanessa Camargo Tour
Wanessa Camargo Tour é a nona turnê solo da cantora e compositora brasileira Wanessa Camargo. A turnê foi anunciada no dia 7 de março de 2018, juntamente com pistas sobre uma nova era e uma nova música - que eventualmente acabou sendo revelada no dia 27 de abril: "Mulher Gato" - e teve início no dia 28 de abril de 2018 em São Paulo. A turnê irá rodar o Brasil durante todo ano de 2018, tendo seu último show marcado para o dia 24 de Novembro em Passos, até o presente momento. A turnê também marca o retorno de um repertório voltado para a música pop, tendo em vista que a sua última turnê, a Turnê 33 (2017), focava mais em seu repertório sertanejo, além de novas músicas, que segundo a cantora, serão adicionadas conforme forem lançadas.

## Antecedentes e anúncio
Após terminar a divulgação do álbum 33, Wanessa resolveu dar uma pausa na carreira, ao mesmo tempo em que focava em escrever e gravar novas músicas, além de planejar uma nova turnê. Após ter deixado o escritório Work Show, que cuidava da sua agenda de shows, a cantora assinou com o estúdio Embrashow Eventos, que agencia seu pai, Zezé, da dupla Zezé di Camargo e Luciano. No dia 2 de março de 2018, a cantora estreou um monólogo no site de música pop, POPLine, refletindo sua jornada na indústria musical e pedindo por liberdade." Em entrevista ao site, a cantora afirmou: "Lançar esse monólogo é muito importante pra mim [...] Mas, a partir daí, tudo será sobre se divertir e apreciar boas músicas, algo que já estamos fazendo é colocar sinais nas minhas redes sociais e nos vídeos promocionais que vou lançar, e tudo irá trazer pistas sobre a minha nova música!."
Em 7 de março de 2018, Wanessa começou a postar uma série de enigmas sobre uma nova era, anunciando primeiramente uma turnê para o mês subsequente. Durante o anúncio, a cantora confirmou que os estados de São Paulo e Espírito Santo iriam receber o seu espetáculo, mas com datas a serem definidas. Segundo o anúncio feito no site Popline, "as apresentações serão uma espécie de 'turnê cápsula', com duração de seis meses, nos quais Wanessa cantará suas músicas novas, que estão por vir." Os novos figurinos do show foram assinados pela designer Leticia Manzan.
No dia 16 de abril de 2018, a cantora foi confirmada como uma das atrações do Festival Milkshake, que ocorre no dia 2 de junho de 2018. O primeiro show aconteceu na boate Flexx Club, em São Paulo no dia 28 de abril de 2018. Durante o show, a cantora se emocionou muito. No dia 2 de maio de 2018, foi divulgado um trailer do show no canal oficial da cantora, contando com um trecho do discurso que a cantora fez na estreia do show, dizendo: "Só de saber que eu tenho vocês, cada coisinha que eu faço, a gente está plantando sementinhas. […] Já passei do ponto em que ser capa de revista é importante, em que ser número 1 é importante, o mais importante pra mim é ter relevância, é fazer um trabalho que mude a vida das pessoas. Eu já tive número 1, mas muitas vezes eu não fui feliz… Isso aqui que eu fiz agora, me fez muito feliz."

## Setlist
O seguinte repertório representa o show realizado na Flexx Club, em São Paulo, no dia 28 de abril. Não representa necessariamente o repertório do restante da turnê.
1. "Amor, Amor" (com trechos de "Gasolina" de Daddy Yankee)
2. "Não Me Leve a Mal"
3. "Me Engana Que Eu Gosto"
4. "Sem Querer"
5. "Complicated" (cover de Avril Lavigne) / "Chamar Atenção"
6. "Apaixonada Por Você" / "Crazy" (cover de Gnarls Barkley) / "Get Loud!"
7. "Psycho Killer" (cover de Talking Heads)
8. "Meu Menino" / "Paga Pra Ver (Tô Pagando pra Ver)" / "Menina Veneno" (cover de Ritchie)
9. "Tanta Saudade"
10. "Não Resisto a Nós Dois"
11. "Hair & Soul"
12. "Voyage Voyage" (cover de Desireless)
13. "Falling 4 U"
14. "O Amor Não Deixa"
15. "Metade de Mim"
16. "Eu Quero Ser o Seu Amor"
17. "Eu Sou"
18. "DNA"
19. "Can't Hold Us Down" (cover de Christina Aguilera) / "Survivor" (cover de Destiny's Child) / "Womanizer" (cover de Britney Spears)
20. "Stuck on Repeat"
21. "Pagu" (cover de Rita Lee) / "Perigosa" (cover de As Frenéticas)
22. "Mulher Gato"
23. "Worth It"
24. "Sticky Dough"
25. "Shine It On"

## Datas
| Data                   | Cidade         | Estado         | Local                     |
| Brasil                 | Brasil         | Brasil         | Brasil                    |
| ---------------------- | -------------- | -------------- | ------------------------- |
| 28 de abril de 2018    | São Paulo      | São Paulo      | Flexx Club                |
| 12 de maio de 2018     | Teresina       | Piauí          | Nordx Music               |
| 19 de maio de 2018     | Linhares       | Espírito Santo | Festival Open Grill       |
| 30 de maio de 2018     | Santos         | São Paulo      | Liquid Love               |
| 02 de junho de 2018    | São Paulo      | São Paulo      | Festival Milkshake        |
| 16 de junho de 2018    | São Paulo      | São Paulo      | Clube Paineiras           |
| 30 de junho de 2018    | Fortaleza      | Ceará          | Boate Lancelot            |
| 07 de julho de 2018    | Sorocaba       | São Paulo      | E-Dub Two                 |
| 08 de julho de 2018    | Belo Horizonte | Minas Gerais   | UBER PRIDE 2018           |
| 11 de agosto de 2018   | São Paulo      | São Paulo      | Blue Space                |
| 1 de setembro de 2018  | Goiânia        | Goiás          | Roxy Goiânia              |
| 15 de setembro de 2018 | Belo Horizonte | Minas Gerais   | Festa Treta               |
| 22 de setembro de 2018 | Rio de Janeiro | Rio de Janeiro | Shine Circus              |
| 29 de setembro de 2018 | Venda Velha    | Espírito Santo | Nook Beach Club           |
| 10 de novembro de 2018 | Vinhedo        | São Paulo      | Hopi Prive Festival       |
| 14 de novembro de 2018 | Passos         | Minas Gerais   | Ash Club (Evento Fechado) |